# Kiczera Dydiowska
Kiczera Dydiowska – zalesiony szczyt o wysokości 799 m n.p.m. w Bieszczadach Zachodnich.
Na północnym zboczu, poniżej szczytu, znajduje się jedna z większych bieszczadzkich jaskiń – Dydiowska Jama. 